# Smittina jeffreysi
Smittina jeffreysi är en mossdjursart som beskrevs av Norman 1903. Smittina jeffreysi ingår i släktet Smittina och familjen Smittinidae. Inga underarter finns listade i Catalogue of Life.